# Setifer setosus
El Tenrec erizo grande (Setifer setosus) es una especie de mamífero de la familia Tenrecidae. Es la única especie del género Setifer. Es endémico en la isla de Madagascar. 

## Hábitaty distribución geográfica
Esta especie es endémica en la isla de Madagascar, donde vive en todos los hábitats excepto en la ciénagas y pantanos, prefiriendo los bosques occidentales y las zonas bajas. Se ha reportado en zonas urbanas como en la ciudad de Antananarivo y se encuentra en ocasiones en áreas con importante influencia humana. Se halla desde el nivel del mar hasta los 2.250 m s. n. m.

## Características
Setifer setosus recuerda un erizo, pero posee un hocico redondeado y un cuerpo menos compacto. Sus espinas, densas y puntiagudas, pueden cubrir su espalda, los lados y la cola. Puede ser pálido o negruzco, con pelo suave café grisáceo o blancuzco, cubriendo sus extremidades y vientre. Posee bigotes relativamente largos en el hocico. Tienen de 15 a 22 cm de largo, con un peso de 180 g a 270 g.

## Comportamiento
El apareamiento ocurre en septiembre y octubre. Usualmente tienen 5 crías después de 51 a 69 días de gestación. Son de hábitos nocturnos y solitarios; al estar bajo amenaza se envuelven a sí mismos en una bola protectora, con sus espinas apuntando en todas direcciones.

## Estado de conservación
En 2008 fue catalogado en la Lista Roja de la UICN como especie con preocupación menor LC (del inglés Least Concern), por ser una especie ampliamente distribuida y con un hábitat intervenido por el hombre, pero al cual parecen adaptarse fácilmente. La única amenaza la constituye la caza intensiva en algunas áreas.